# Rhombophryne laevipes
Rhombophryne laevipes es una especie de anfibio anuro de la familia Microhylidae. Esta especie es endémica de Madagascar, donde se encuentra en el este, sudeste y norte del país entre los 300 y 1000 metros de altitud. Es probable que se trate de un complejo de especies y  algunos autores consideran que esta especie solo incluye a las poblaciones del norte. Es una especie fosorial que habita en selvas tropicales primarias y secundarias.